# SN 2016aps
SN 2016aps هو مستعر أعظم أبدى أعلى سطوعا (حتى أبريل 2020) يرصد لنجم يتفجر. بالإضافة إلى كمية الظاقة الفائقة التي أصدرها، فقد انتشرت منه كمية هائلة من الإشعاع، وربما يكون ذلك تفاعل بين ما نتج من ذلك المستعر الأعظم مع غلاف غازي قد انطلق منه مسبقا.
اكتشف هذا الحدث في يوم 22 فبراير 2016 بواسطة النظام التلسكوبي بان-ستارس Pan-STARRS في هاواي، ، مع متابعة رصد بواسطة تلسكوب هابل الفضائي. وقع هذا المستعر الأعظم مبينا انزياحا أحمرا يعادل مسافة بينه وبيننا نحو 6و3 مليار سنة ضوئية.
تقدر كمية المادة في النجم الذي انفجر بنحو 50 إلى 100 ضعف كتلة شمسية. وما صدر من هذا المستعر الأعظم SN 2016aps
من طيف للإشعاع لكهرومغناطيسي يبين وجود كميات هائلة من الهيدروجين، وهذا لم يكن متوقعا من مستعر أعظم من هذا الصنف الذي يحدث عادة بعدما يكون وقود الهيدروجين في النجم قد قارب على الانتهاء وانصهر في الاندماج النووي، في تلك الحالة يطلف النجم ما تبقى عليه من الهيدروجين. وهذا يدفع العلماء إلى الاعتقاد الأولي بأن النجم المتفجر قد تكون منذ وقت قصير عن طريق اندماج نجمين كبيرين، منتجان ما يسمى سوبرنوفا «عدم استقرار نجمين نابضين» أو ربما «مستعر أعظم زوجي غير مستقر» pair instability supernova
.

## الوصف
المستعر الأعظم SN 2016aps هو اشد مستعر اعظم يحدث حتى فبراير 2020 واستطاع العلماء تسجيل انفجاره بعد بضع ساعات من وقوعه. قامت تلسكوبات أرضية ضخمة، مثل المرصد الأوروبي الجنوبي وتلسكوب هابل الفضائي ومقراب سويفت الفضائي الذي يرصد الأشعة السينية الصادرة من نجم أو مستعر أعظم وتتبع تطوراته. فاقت شدة لمعان المستعر الأعظم SN 2016aps أي مستعر أعظم شاهده العلماء في العصر الحديث، فهو أشد 500 مرة من المستعرات السابقة التي استطاع العلماء رصدها وتقدر الطاقة التي نتجت منه نحو 200 مليار جيجا طن من التي إن تي وهو رقم كبير (2 وبجانبها 21 صفرا)، والعجيب أنه بينما يطلق مستعر أعظم 1% فقط من طاقته في صورة ضوء مرئي، إلإ أن المستعر الأعظم SN 2016aps قد أطلق نحو نصف طاقته إطار الضوء المرئي، وهذا ما يحير العلماء ويضعهم أمام معضلة كونية جديدة.
قامت وسائل الاعلام في مارس 2020 بنشر هذه الأنباء، ومن ضمنها Sci-news. تابع العلماء هذا الانفجار مدة عامين حتى قل ضياؤه إلى نحو 1% عما كان. لم يكن العلماء يعرفون المجرة التي وقع فيها هذا المستعر الأعظم، ولكن بعدما انخقض ضياؤه بدت المجرة تظهر في الصور ويصفها العلماء العاملين تحت اشراف البروفيسور «مت نيكول» بأنها مجرة صغيرة تبعد عنا نحو 6و3 مليار سنة ضوئية.

## اقرأ أيضا
- مستعر أعظم SN 2016gkg
- مستعر أعظم SN 2020fqv
- NGC 613
- مستعر أعظم SN 1993J

## وصلات خارجية
- SN 2016aps entry in the Open Supernova Catalog